# トニー・ピューリス
アンソニー・リチャード "トニー" ピューリス（英語：Anthony Richard "Tony" Pulis、1958年1月16日 - ）は、ウェールズ出身の元サッカー選手。現サッカー指導者。19歳でFAコーチングライセンスを取得し、21歳というプロサッカー選手としては最年少でUEFAのAライセンスを取得した者の一人である。
指導者としての経歴は、ボーンマスでハリー・レドナップの下で選手兼アシスタントコーチとして始まり、レドナップがクラブを去ってからは監督を務めた。ピューリスの監督としてのこれまでの最大の功績は、2007-08シーズンにストーク・シティをフットボールリーグ・チャンピオンシップで2位に導き、プレミアリーグ昇格を果たしたことである。
ピューリスは限られた予算でチームを上手く作り結果を残すことに実績があり、これまでクラブを降格させた経験はない。その守備的でロングボールを多用する戦術を非難されることもあるが、ピューリスは自身のスタイルを貫いている。

## 監督経歴

### ボーンマス
サッカー選手としてのキャリアは、アシスタントコーチを兼任していたボーンマスで終焉を迎えた。選手としては、16試合に出場し、1ゴールを挙げた。ハリー・レドナップがプレミアリーグのウェストハム・ユナイテッドの監督に就任したことに伴い、1992年に監督に昇格した。ボーンマスでは2シーズン監督を務めた。

### ジリンガム
ジリンガムでは4シーズン監督を務め、就任した最初のシーズンにチームをディヴィジョン3（現在のフットボールリーグ2）昇格に導き、後にリーグ1昇格を果たすことになるチームの基盤を築いた。1999年のリーグ2のプレイオフ決勝では、試合終了2分前までロバート・テイラーとカール・アサバのゴールでマンチェスター・シティに対して2-0でリードしていたが、インジュリー・タイムに同点に追いつかれ、PK戦の末に1-3で敗れた。敗戦後には、著しい不正行為があったとクラブ間で論争が起こったが、その間にピューリスは監督を解任された。ピューリスは後に、ジリンガムに対して未払いの給料400,000ポンドの支払いを求めて訴訟を起こしたが、2001年に75,000ポンドで示談が成立した。

### ブリストル・シティ
ピューリスは1999-2000シーズン開幕前の1999年7月に、ブリストル・シティの監督に就任した。長い間ライバル関係にあるブリストル・ローヴァーズに所属していたことがあるが、ピューリスはオファーを受け入れたのであった。スティーヴ・ジョーンズや前ローヴァーズのピーター・ビードルなどの大きな契約を結んだが、ファンの人気は低く、ポーツマスの監督就任の噂が持ち上がってからは、ホームのファンはピューリスが去るように大合唱をした。ピューリスは間もなく、ミラン・マンダリッチに買収されたポーツマスに移った。在籍期間は、わずか6ヶ月であった。
7年後にストーク・シティの監督としてアシュトン・ゲイトに戻ってきたが、ブリストル・シティのファンはブーイングで迎えた。試合後に、「青い服（青はブリストル・ローヴァーズのチームカラー）を着てチームを率いたのは良い気分だった。」と、述べたことは、さらにファンの感情を逆なでした。

### ポーツマス
2000年1月にブリストル・ローヴァーズを去り、ポーツマスの監督に就任した。2000年10月にスティーヴ・クラリッジに監督が代わるまで、10ヶ月間フラットン・パークに留まったが、成功を収めることは出来なかった。

### ストーク・シティ
2年間の失業期間を経て、2002-03シーズン初めに監督を辞任したスティーヴ・コッテリルの後任として、2002年11月にストーク・シティの監督に就いた。ストーク・シティは低迷しており、一年後のディヴィジョン2への降格は必至と見られていたが、ストライカーのアデ・アキンバイ、ゴールキーパーのマーク・クロスリーをそれぞれクリスタル・パレス、ミドルズブラからレンタルで獲得したことでチームの状況は改善された。ストークは、ブリタニア・スタジアムで行われた最終戦でレディングに1-0で勝利し、降格を免れた。アキンバイはその試合で唯一の得点を決めた。翌2003-04シーズンは、ピューリスはストークを11位に押し上げた。
2004-05シーズン中には、クラブのチェアマンのグンナール・ギスラソンとの間に軋轢が生じた。ピューリスはクラブの選手獲得の資金不足に失望し、シーズン開幕前に獲得した選手は、自由契約で獲得したデイヴ・ブラマー、スティーヴ・シモンセンだけであった。しかし、2005年1月には息子のアンソニー・ピューリス、ルイス・バクストンをメンバーに加えた。ピューリスとアイスランド人のオーナーとの意見の相違は、2005年6月29日に決着を迎えることになった。「外国の移籍市場を開拓することが出来ない」として、ピューリスは解任された。彼の解任に続いて、クラブはアデ・アキンバイをチャンピオンシップのライバルであるバーンリーへ放出したが、ピューリスは、「代えの利かないチームの得点源を売却してしまった」と、その決定を嘆いた。解任決定の翌日に、オランダ人のヨハン・ボスカンプがピューリスの後任に就くことが発表された。

### プリマス・アーガイル
チャンピオンシップのプリマス・アーガイルの監督に就任し、ピューリスは低迷するクラブを何とか立て直すことに成功した。好転するきっかけとなったのは、ウェストハム・ユナイテッドから、エリオット・ウォードをレンタルで、リリアン・ナリスを完全移籍でシェフィールド・ユナイテッドから獲得したことであった。プリマス・アーガイルは最終的に14位でシーズンを終えた。

### ストーク・シティでの2度目の挑戦

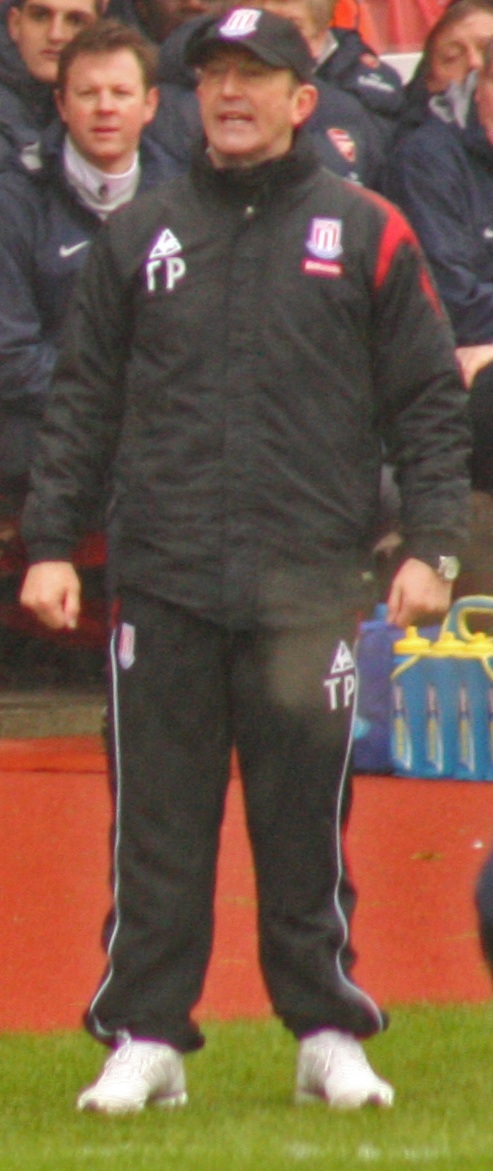
ストークで監督を務めるピューリス（2010年）。通常ピューリスはこのような服装で指揮を執る。

ピーター・コーツがクラブを買収し、ヨハン・ボスカンプの後任を探していたストークは、2006年5月にピューリスに監督就任のオファーを出した。プリマスはこの申し出を断ったと報道されていたが、2006年6月14日にピューリスがストーク・シティの監督に就任すると発表された。
2006-07シーズンを前に、ダニー・ヒギンボザム、リカルド・フラー、ヴァンサン・ペリカールを獲得した。最も効果的だった補強は、リー・ヘンドリーをアストン・ヴィラからレンタルで加えたことであった。
ヘンドリーの獲得と時を同じくして（サリフ・ディアオ、アンディ・グリフィン、ロリー・デラップも同様にレンタルで加入した）、スタートで躓いたポッターズは調子を取り戻した。ストークは1月の移籍市場が開く前に、4位まで上昇していた。
5試合で11ポイントを獲得し、4月には月間最優秀監督に選出された。その無敗期間中にチームは6位のサウサンプトンと勝点で並び、7位に着けていたが、最終戦でQPRに1-1で引き分け、チャンピオンシップは8位でシーズンを終えることになった。2007-08シーズンを前に、ピューリスは数人のクラブの中心であった選手を放出し、キャプテンであったダニー・ヒギンボサムは、300万ポンドでサンダランドへ移籍した。しかし、ピューリスはレンタル移籍を活用し、マンチェスター・ユナイテッドからライアン・ショウクロスなどの5人の選手を獲得し、数名の選手とは1月の移籍市場において完全移籍で契約を結んだ。
ピューリスは、シーズン最終日にプレミアリーグ昇格を決めた。ストーク・シティにとっては23年振りのトップリーグ挑戦となった。トップリーグでの戦いを踏まえて、ピューリスはチームを強化する必要があると話していたが、それと同時にリーグの上位を狙うことは出来ないことを理解していた。ストークの夏の最大の契約は、デイヴ・キットソンを降格が決定したレディングから、550万ポンドで獲得したものであった。キットソンに続いて、セイ・オロフィンジャナをウルヴァーハンプトン・ワンダラーズから300万ポンド、アブドゥライ・ファイェをニューカッスル・ユナイテッドから225万ポンド、アムディ・ファイェをチャールトン・アスレティックから獲得（移籍金の額は非公表）し、アンドリュー・デイヴィスをサウサンプトンから120万ポンド、イブラヒマ・ソンコをレディングから200万ポンド、ダニー・ヒギンボサムをサンダランドから買い戻した。また、息子のアンソニー・ピューリス、ストライカーのジョン・パーキンを移籍させる用意も出来ていた。チームは好スタートを切ったが、シーズン中盤に失速し、降格候補の一つであると見られていたが、1月にシェフィールド・ユナイテッドから、ジェームズ・ビーティー、ウェストハム・ユナイテッドから、マシュー・エザリントンが加入したことをきっかけにチームは立ち直り、特に350万ポンドで加入したビーティーは、シーズン最高の契約の一つであると賞賛された。3月までは降格圏に沈んでいたが、そこから好調を維持し、2009年5月9日にハル・シティに2-1で勝利し、プレミアリーグ残留を果たした。2013年5月、ストークを退団。

### クリスタル・パレス
2013年11月に成績不振でイアン・ホロウェイを解任したクリスタル・パレスと契約。2014-2015シーズンも続投すると思われたものの、突如、開幕戦2日前の2014年8月14日に監督の座から降りた。

### ウェスト・ブロムウィッチ・アルビオン
2015年1月、ウェスト・ブロムウィッチ・アルビオンの監督に就任した。2017年11月20日、ウェスト・ブロムウィッチ・アルビオンの監督から解任されたことが発表された。

### ミドルズブラ
2017年12月26日、ミドルズブラFCの監督に就任した。2018-19シーズン終了後に退任した。

### シェフィールド・ウェンズデイ
2020年11月13日、シェフィールド・ウェンズデイFCの監督に就任した。しかし、10試合で1勝しかできず12月28日に解任された。

## 監督成績
2020年12月26日現在
| クラブ                               | 国               | 就任           | 退任           | 記録  | 記録 | 記録 | 記録 | 記録   |
| クラブ                               | 国               | 就任           | 退任           | 試合  | 勝ち | 分け | 負け | 勝率 % |
| ------------------------------------ | ---------------- | -------------- | -------------- | ----- | ---- | ---- | ---- | ------ |
| ボーンマス                           | イングランドの旗 | 1992年6月9日   | 1994年8月5日   | 107   | 31   | 38   | 38   | 028.97 |
| ジリンガム                           | イングランドの旗 | 1995年7月31日  | 1999年7月1日   | 216   | 94   | 62   | 60   | 043.52 |
| ブリストル・シティ                   | イングランドの旗 | 1999年7月5日   | 2000年1月14日  | 33    | 10   | 14   | 9    | 030.30 |
| ポーツマス                           | イングランドの旗 | 2000年1月13日  | 2000年10月12日 | 35    | 11   | 10   | 14   | 031.43 |
| ストーク・シティ                     | イングランドの旗 | 2002年11月1日  | 2005年6月28日  | 131   | 47   | 32   | 52   | 035.88 |
| プリマス・アーガイル                 | イングランドの旗 | 2005年9月23日  | 2006年6月14日  | 39    | 12   | 15   | 12   | 030.77 |
| ストーク・シティ                     | イングランドの旗 | 2006年6月15日  | 2013年5月21日  | 333   | 122  | 98   | 113  | 036.64 |
| クリスタル・パレス                   | イングランドの旗 | 2013年11月23日 | 2014年8月14日  | 28    | 12   | 5    | 11   | 042.86 |
| ウェスト・ブロムウィッチ・アルビオン | イングランドの旗 | 2015年1月1日   | 2017年11月20日 | 121   | 36   | 36   | 49   | 029.75 |
| ミドルズブラ                         | イングランドの旗 | 2017年12月27日 | 2019年5月17日  | 80    | 35   | 22   | 23   | 043.75 |
| シェフィールド・ウェンズデイ         | イングランドの旗 | 2020年11月13日 | 2020年12月28日 | 10    | 1    | 4    | 5    | 010.00 |
| 合計                                 | 合計             | 合計           | 合計           | 1,137 | 410  | 338  | 389  | 036.06 |

## タイトル
- プレミアリーグ年間最優秀監督賞 2013-14
- プレミアリーグ月間最優秀監督：2回（2014年4月、2015年2月）